# Machaerium dubium
Machaerium dubium là một loài thực vật có hoa trong họ Đậu. Loài này được (Kunth) Rudd miêu tả khoa học đầu tiên.